# Chungju
Chungju (Hán Việt: Trung Châu) là một thành phố thuộc tỉnh Chungcheong Bắc tại Hàn Quốc. Namsan là một ngọn núi nằm ở ngoại ô thành phố. Thành phố nổi tiếng với các lễ hội võ nghệ hàng năm vào tháng 10. Tổng thư ký Liên Hợp Quốc Ban Ki-moon lớn lên ở thành phố.

## Biểu tượng
- Hoa: hoa cúc
- Chim: Chim Uyên ương
- Cây: cây táo

Đập Chungju là đập đa chức năng lớn nhất đất nước và liên quan đến Chungju cùng các địa phương lân cận. Đập tạo nên một hồ nước nhân tạo lớn. Núi
Woraksan và thung lũng Songnae nằm gần thành phố. Ngoài ra, khu vực còn có nhiều khu vực hang động.

## Sản phẩm
Chungju được biết đến với sản phẩm táo. Những lý do chủ yếu là do táo ở đây nhận được lượng lớn nhiệt ban ngày và có nhiệt độ cao. Việc trồng táo bắt đầu từ 300 năm trước từ Trung Quốc và đến năm 1912, thành phố chính thức bắt đầu trồng loại cây này. Quy mô trồng táo cua thành phố lớn nhất tỉnh Chungcheong Bắc.

## Giáo dục
Có hai trường đại học tại Chungju: Đại học Konkuk (cơ sở Chungju) và Đại học Quốc gia Chungju.

## Thành phố kết nghĩa
| Thành phố | Quốc gia   | Năm |
| --------- | ---------- | --- |
| Yugawara  | Nhật Bản   |     |
| Đài Trung | Đài Loan   |     |
| Musashino | Nhật Bản   |     |
| Đại Khánh | Trung Quốc |     |